# Sekret wiecznej miłości
Sekret wiecznej miłości – drugi album studyjny polskiej piosenkarki Paulli. Został wydany 26 listopada 2010 nakładem wytwórni płytowej Universal Music Polska. Muzykę i słowa do wszystkich utworów napisał Adam Konkol. Nagrania były promowane singlem pt. „Wracaj, czekam”.
Album zadebiutował na 40. miejscu listy sprzedaży OLiS. 

## Lista utworów
1. „To nie tak, że...”
2. „Czarne dnie i białe noce”
3. „Dziękuję ci za...”
4. „Upalny dzień”
5. „Wracaj, czekam”
6. „Dlaczego właśnie ja”
7. „Wiem, że wiesz”
8. „Wiem jak chcę żyć”
9. „Tobie to powiem”
10. „Świat wali mi się na głowę”
11. „Słowami możesz zabić”